# Альжан Ана
Альжан Ана (каз. Әлжан ана, до 2017 г. — Касык) — село в Кордайском районе Жамбылской области Казахстана. Административный центр и единственный населённый пункт Касыкского сельского округа. Находится примерно в 10 км к северо-западу от районного центра, села Кордай. Код КАТО — 314845100.

## Население
В 1999 году население села составляло 2968 человек (1436 мужчин и 1532 женщины). По данным переписи 2009 года, в селе проживало 3378 человек (1603 мужчины и 1775 женщин).

## Уроженцы
- Бультрикова, Балжан